# Frankrikes herrlandslag i innebandy
Frankrikes herrlandslag i innebandy representerar Frankrike i innebandy på herrsidan.

## Historik
Laget spelade sin första landskamp den 8 februari 2003, då man vid en turnering i Belgien utklassades av Ungern med 1-10.

### Fotnoter
1. ↑  ”International Floorball Federation”. http://www.floorball.org/default.asp?kieli=826&sivu=149&alasivu=149. Läst 22 augusti 2011.